# Cyclosa conigera
Cyclosa conigera là một loài nhện trong họ Araneidae.
Loài này thuộc chi Cyclosa. Cyclosa conigera được Frederick Octavius Pickard-Cambridge miêu tả năm 1904.